# Cyril Wilkinson
Cyril Theodore Anstruther Wilkinson (County Durham, 24 oktober 1884 - Honiton, 16 december 1970) was een Brits hockeyer.
Met de Britse ploeg won Wilkinson de olympische gouden medaille in 1920.
Wilkinson was jarenlang scheidsrechter en 27 jaar lang lid van de spelregelcommissie.
Wilkinson was commandeur in de Orde van het Britse Rijk.

## Resultaten
- 1920  Olympische Zomerspelen in Antwerpen

- Virtual International Authority File: 91532157